# إدارة إنتبوكا
إدارة إنتبوكا (بالإنجليزية: Intibucá Department)‏ هي إدارة في هندوراس، بلغ عدد سكانها 232٬553 نسمة، في 2013، عاصمتها لا اسبيرانزا، هندوراس، تبلغ مساحتها 3٬123 كيلومتر مربع.

## أعلام
- فيسنتي ميخيا كولندرس